# Заинское водохранилище
Заинское водохранилище расположено на реке Степной Зай у города Заинск в Заинском районе Татарстана.

## Характеристики
Водохранилище построено в 1963 году в качестве охладителя циркуляционной воды Заинской ГРЭС. Вытянуто по реке с юга на север. Длина около 12 км, ширина вблизи плотины превышает 2 км (длина плотины 2,65 км).
Отметка уреза верхнего бьефа составляет 72,3 м, нижнего бьефа — 64,1 м.
Объём водохранилища 63 млн м³, площадь по данным реестра 16,1 км² (по другим данным 20,5 км²). Площадь водосборного бассейна — 2910 км².
Притоки Степного Зая, впадающие непосредственно в водохранилище (слева): Шумышка, Саракла, Кармала.
Верховья водохранилища заболочены. Из-за осаждения взвесей и подмыва берегов наблюдается заиливание водоёма. Санитарно-экологическое состояние водохранилища признано не отвечающим нормативным требованиям. Заинской ГРЭС проводятся мероприятия по оздоровлению водохранилища и расчистке водоёма.
На западном (левом) берегу расположены город Заинск и ГРЭС, железнодорожная линия Агрыз — Бугульма, на северо-востоке — мкрн. Старый Заинск. По восточному берегу расположены покрытые лиственными и хвойными лесами холмы высотой до 140 м.

## Хозяйственное значение
Общий расход циркуляционной воды около 300 тысяч м³ в час. Для удлинения пути протекания циркуляционной воды и улучшения её охлаждения вдоль западного берега построены водоподводящий и водосливной каналы, а также струенаправляющая дамба. Через водохранилище построен переход ЛЭП-220.
Водоём используется также в рекреационных целях и для производства товарной рыбы.

## Данные водного реестра
Водохранилище входит в речной бассейн Камы, Камский бассейновый округ. Код водного объекта по Государственному водному реестру — 10010101521411100008656.